# Ravi Thornton
Jos Bhuiyan, nom de plume Nesta Philips ou Ravi Thornton (née en 1973) est une écrivaine et autrice de bande dessinée britannique. Elle est connue pour ses romans graphiques et ses scénarios ainsi que pour son intérêt pour l'impact social de la narration.

## Biographie
Ravi Thornton naît en 1973, à Manchester. Dans les années 1990, elle écrit plusieurs nouvelles dans le magazine The Illustrated Ape.
Sa première nouvelle graphique, Raven Squad, est illustrée par Perry Van Zandt, la seconde, Day Release, par Leonardo M. Giron. Elle est nommée pour le prix Observer/Cape/Comica Graphic Short Story 2012.
En 2012, elle publie son premier roman graphique The Tale of Brin & Bent and Minno Marylebone, chez Jonathan Cape Random House (Royaume-Uni) et Soft Skull Press (États-Unis). Les critiques mettent en garde contre son contenu violent et dérangeant, mais louent la qualité de l'écriture et sa profondeur émotionnelle. Le roman remporte le prix Broken Frontier du meilleur premier livre de 2012 et il est nommé pour le prix Bram Stoker 2012.
Thornton conçoit The HOAX Project, basé sur la poésie de son jeune frère, Rob, schizophrène qui s'est suicidé en 2008, à 32 ans. Le projet veut changer les attitudes, réduire la stigmatisation publique et réduire l'auto-stigmatisation en matière de santé mentale. En 2012, il inclut une comédie musicale HOAX My Lonely Heart. En 2014, elle fonde Ziggy's Wish Ltd pour développer le projet HOAX et d'autres projets qui utilisent la narration appliquée pour soutenir l'engagement face à des problèmes sociaux complexes. Elle travaille en partenariat avec le réseau de recherche clinique du Grand Manchester (2015), l'unité de recherche sur la psychose du NHS Mental Health Foundation Trust (2015-17) et le centre de biomédecine, de soi et de société de l'Université d'Édimbourg (2019-21).
En 2015, elle écrit la pièce de théâtre et le film Trials of the Mind, featuring Sasha’s Trial.
Pour marquer le 70e anniversaire de la partition de l'Inde, Thornton écrit le script interactif iDent dans le cadre du projet Come Closer Memories of Partition du Manchester Museum et du Royal Exchange Theatre. La pièce explore la manière dont les identités sont projetées sur les populations à des fins de manipulation. Le projet remporte le prix Making a Difference de l'Université de Manchester.
Elle publie en 2020 le roman graphique Tailored Treatments: Tales of Research and Care, dans le cadre du programme Wellcome Trust : Translations and Transformations in Patienthood: Cancer in the Post Genomic Era.